# Battaglia di Kars (1920)
La battaglia di Kars fu la più grande battaglia della guerra turco-armena che contrappose i rivoluzionari turchi che operavano sotto il comando della neonata Grande Assemblea Nazionale della Turchia (TBMM) e la Prima Repubblica di Armenia. Dopo aver lanciato un massiccio assedio alla città, l'esercito turco riconquistò la città di Kars dopo averla persa solo pochi mesi prima. L'intera battaglia ebbe luogo il 30 ottobre 1920.

## Sfondo
Entro il 28 settembre, le forze di Karabekir avevano ripreso Sarıkamış e il giorno successivo Kağızman e si mossero successivamente verso Kars. Tuttavia l'attacco venne ritardato dalla resistenza armena. Prima della battaglia, Kâzım Karabekir tentò di mettere gli armeni sulla strada sbagliata inviando falsi messaggi sui movimenti delle truppe.

## Risultati
Il generale Pirumian, il generale Araratov, il colonnello Shaghubadian, il colonnello Vekilian, il colonnello Babajanov, il tenente colonnello Ter-Arakyalian, una trentina di ufficiali e circa 3 000 soldati, il ministro A. Babalian, l'arcivescovo di Garegin Hovsepiants, il sotto-governatore provinciale Chalkhushian, mayorhatian e molti civili vennero fatti prigionieri.
Le forze turche continuarono ad avanzare e conquistarono presto la città di Alessandropoli (l'odierna Gyumri, in Armenia) una settimana dopo la conquista di Kars. Il 12 novembre, i turchi conquistarono anche il villaggio strategico di Agin, a nord-est delle rovine dell'ex capitale armena di Ani e pianificarono di spostarsi verso Yerevan.